# Колдуэлл, Эшли
Эшли Ко́лдуэлл (англ. Ashley Caldwell; род. 14 сентября 1993, Монтгомери-Виллидж, Мэриленд) — американская фристайлистка, выступающая в лыжной акробатике. двукратная Чемпионка мира (2017 и 2023 годов), двукратный призёр чемпионата мира 2021 года, победитель и призёр этапов Кубка мира. Обладательница малого Хрустального глобуса в зачёте акробатики (2015/16). Участница трёх Олимпиад.

## Карьера
В составе национальной сборной США по фристайлу дебютировала в 2007 году. В 2009 году дважды выигрывала этапы североамериканского кубка, благодаря чему попала в сборную на Кубок мира. Там она дебютировала 10 января 2010 года на этапе в Калгари, где заняла 11-е место. Месяц спустя в шестнадцатилетнем возрасте выступила на Играх в Ванкувере, где с двенадцатым результатом прошла квалификацию, а в финале замкнула десятку сильнейших.
В сезоне 2010/11 Колдуэлл одержала свою первую победу в Кубке мира (на этапе в Лэйк-Плэсиде), а также дебютировала на мировом первенстве, где стала четвёртой.
На своей второй Олимпиаде в карьере Колдуэлл уверенно выиграла квалификацию, став единственной спортсменкой, преодолевшей рубеж в 100 очков. Однако уже в первом финальном раунде её ждала неудача: она не смогла зафиксировать приземление и не попала в следующий раунд, заняв лишь десятое итоговое место. На чемпионате мира 2015 года американка вновь остановилась в шаге от медали, заняв четвёртое место.
В сезоне 2015/16 Колдуэлл одержала две победы, ещё дважды была на подиуме. Эти результаты позволили ей выиграть Кубок мира в зачёте акробатики и стать четвёртой в общем зачёте.